# Shangwu (köpinghuvudort i Kina, Sichuan Sheng, lat 32,22, long 106,14)
Shangwu är en köpinghuvudort i Kina. Den ligger i provinsen Sichuan, i den sydvästra delen av landet, omkring 260 kilometer nordost om provinshuvudstaden Chengdu. Antalet invånare är 9 842. Befolkningen består av 4 867 kvinnor och 4 975 män. Barn under 15 år utgör 17,0 %, vuxna 15-64 år 72 %, och äldre över 65 år 9,0 %.
Runt Shangwu är det tätbefolkat, med 343 invånare per kvadratkilometer. Närmaste större samhälle är Jiachuan, 6,8 km öster om Shangwu. I omgivningarna runt Shangwu växer i huvudsak blandskog.
Genomsnittlig årsnederbörd är 1 312 millimeter. Den regnigaste månaden är juli, med i genomsnitt 346 mm nederbörd, och den torraste är december, med 2 mm nederbörd.